# Сизополь (фрегат, 1841)
«Сизополь» — вітрильний 60-гарматний фрегат Чорноморського флоту Російської імперії. Названий на згадку про захоплення російськими військами 18 лютого 1829 року турецької фортеці Созополь загоном суден під командуванням контрадмірала М. М. Кумані.

## Історія
Закладений у Севастополі 22 жовтня 1838 року, головний будівник — О. П. Прокоф'єв. Після спуску на воду 4 березня 1841 року увійшов до складу Чорноморського флоту Російської імперії.
В складі ескадр перебував у практичних плаваннях в Чорному морі в 1842—1845, 1847, 1849 і 1852 роках. У 1846, 1848 і 1850 роках виходив у крейсерство до кавказького узбережжя. У 1851 році зазнав тимберування. В червні 1853 року перебував у плаванні з кадетами, у липні виходив у крейсерство до протоки Босфор. З 17 вересня до 2 жовтня у складі ескадри віцеадмірала П. С. Нахімова перевозив 13-ту піхотну дивізію із Севастополя в Анакрію, а потім повернувся до Севастополя.
Брав участь у Кримській війні. 7 листопада 1853 року в складі загону віцеадмірала Л. М. Серебрякова протягом двох годин бомбардував захоплений турецькими військами митний пост і укріплення Святого Миколая біля міста Поті, але атака сухопутних військ на укріплення не відбулася, і через шторм, який розпочався, фрегат змушений був відійти від берега. Під час бою втрати серед екіпажу склали дві особи вбитими, дві пораненими, а фрегат отримав п'ять пробоїн.
5 березня 1854 року прийшов до Севастополя із Сухум-Кале. У липні виходив у крейсерство біля входу на рейд. 2 вересня екіпаж фрегата увійшов до складу 36-го батальйону.
11 вересня 1854 року фрегат «Сизополь» був затоплений біля входу на рейд навпроти Костянтинівської батареї. Після війни, під час розчищення Севастопольської бухти, корпус фрегата було підірвано.

## Командири
- М. А. Власьєв (1842—1843);
- С. Г. Алексєєв (1844—1847);
- М. Д. Варницький (1948—1 січня 1848)[5];
- М. І. Казарський (1 січня 1848 — 1849);
- М. М. Соковнін (1850 року — 15 грудня 1852);
- І. Л. Стронський (15 грудня 1852 — 1853);
- Л. А. Бертьє-Делагард (1853—1854).

## Увічнення пам'яті
- У 2002 році в Україні було випущено поштові марки з фрегатом «Сизополь» і бригом «Персей» з серії «Суднобудування в Україні»[6].